# Darren Mattocks
Darren Mattocks (Portmore, 2 de setembro de 1990) é um futebolista profissional jamaicano que atua como atacante, atualmente defende o FC Cincinnati.

## Títulos

### Jamaica
- Copa do Caribe: 2014